# Giavera del Montello
Giavera del Montello es una localidad y comune italiana de la provincia de Treviso, región de Véneto, con 5.027 habitantes.

## Evolución demográfica
| Gráfica de evolución demográfica de Giavera del Montello entre 1861 y 2001 |
|                                                                            |
| Fuente ISTAT - elaboración gráfica de Wikipedia                            |